# New Black Panther Party
De New Black Panther Party (NBPP) is een Amerikaanse zwarte nationalistische organisatie, opgericht in 1989 in Dallas, Texas. Ondanks de naam is de NBPP geen officiële opvolger van de Black Panther Party. Leden van de oorspronkelijke Black Panther Party hebben volgehouden dat de nieuwere partij niet legitiem is en dat "er geen nieuwe Black Panther Party is".